# Архитектор
Архите́ктор (др.-греч.  αρχιτέκτων — главный строитель; ἀρχη — главный, τέκτων — строитель; лат. architector) — квалифицированный специалист, который на профессиональной основе осуществляет архитектурное проектирование (организацию архитектурной среды), включая проектирование зданий, в том числе разработку объёмно-планировочных и интерьерных решений, а также «авторский надзор за строительством архитектурного объекта».

## История термина
В архитектуроведении, а также в популярных словарях и справочниках, термины «архитектор» и «зодчий» часто используют как синонимы. Однако у каждого из них своя история. Так на Руси архитектонами называли руководителей артелей плотников, строителей из дерева (др.-рус. архитектонъ, из др.-греч. αρχιτέκτων; ἀρχη — главный, τέκτων — плотник), также устар.: архитект, алхитехтур. Главу строителей-каменщиков на Руси называли иначе: зодчий (др.-рус. зьдъчии, от зьдъ — «каменная стена»; здать — месить, мять, обмазывать глиной, укреплять. Со временем, когда в результате усиления связей древнерусских зодчих с западноевропейской строительной традицией, латинское слово «архитектор» изменило первоначальное значение и стало обозначать не плотничество, а европейскую «учёность», передовую строительную науку «на европейский манер», то и слово «зодчество» обрело иной смысл. Оно стало обозначать русскую архитектуру в национальных традициях. Отсюда, к примеру, общепринятое определение «русское деревянное зодчество» (хотя этимологически должно быть: архитектура), в котором теперь не видят никакого противоречия.
Энциклопедический словарь Брокгауза и Ефрона, изданный в 1890—1907 годах, приводит историческую справку применительно к понятию архитектора:

В Европе это название привилось уже около 400 лет тому назад. «По-видимому, — говорит по этому поводу Виолле-ле-Дюк, — до XVI века этого титула не давали художникам, руководившим постройками». У нас до Петра I слово «архитектор» не употреблялось, и строителей обозначали словами «зодчий, палатный мастер, муроль, каменный и плотничный староста». В настоящее время архитекторами называются специалисты, занимающиеся «гражданскою архитектурою».
Родственные термины, также имеющие аналогичную этимологию, но не являющиеся синонимами: архитектура, архитектоника, тектоника.
По определению В. И. Даля: «Архитектор, учёный строитель, художник-строитель». В современной академической формулировке, архитектор — квалифицированный специалист, который на профессиональной основе осуществляет архитектурное проектирование и надзор за строительством «сооружений и их комплексов, образующих материальную художественно организованную среду жизнедеятельности человека… в соответствии с их практическим назначением, современными техническими возможностями и эстетическими представлениями данного общества».
Определений профессии архитектора и архитектурной деятельности существует множество, например: «Архитектурная деятельность — профессиональная деятельность, имеющая целью создание архитектурного объекта и включающая в себя творческий процесс создания архитектурного проекта, координацию разработки всех разделов проектной документации для строительства или для реконструкции, авторский надзор за строительством архитектурного объекта, а также деятельность юридических лиц по организации профессиональной деятельности архитекторов». В разных определениях выделяется главное: то, что в отличие от простых строителей архитектор имеет в своём представлении (в голове, в рисунке, на чертеже, в макете) образ будущего сооружения, и то, что архитектура является бифункциональным искусством, то есть призвана совместить в целостной форме (архитектурной композиции) две основных функции: утилитарную и художественную (не только эстетическую, но и художественно-образную). Так, в словаре В. Г. Власова читаем: «Архитектор — главный, старший строитель, руководитель всех строительных работ; в отличие от простых исполнителей имеет определённый замысел, символическую идею (выраженную в форме проекта), благодаря которым простое утилитарное сооружение, строительная конструкция превращаются в художественный образ — композицию».
Именно таким образом, архитектура становится одним из видов художественного творчества и важной частью как материальной, так и духовной культуры человечества.

## Специализации профессии архитектора
- Главный архитектор проекта, обычно является руководителем организации: архитектурно-проектного бюро или крупной фирмы, холдинга, концерна, объединяющих многие проектные и производственные объединения
- Архитектор-проектировщик, в обязанности которого входит разработка общего архитектурного решения объекта: эскизный проект, создание проектной документации (совместно с техническими специалистами): руководство группой помощников по созданию комплектов рабочих чертежей), макетированию (компьютерному моделированию), созданию видео-презентации, а также авторский надзор за реализацией архитектурного проекта;
- Архитектор-градостроитель, разрабатывающий генеральные планы населённых пунктов и иную градостроительную документацию
- Главный архитектор города или района — муниципальный служащий, который обеспечивает координацию деятельности проектных и контролирующих органов, разработку и контроль за исполнением нормативных правовых актов органов местного самоуправления в области градостроительства
- Дизайнер интерьера (проектировщик интерьера и оборудования) — архитектор-проектировщик, определяющий общую композицию и стиль, планировку и объёмно-пространственное решение интерьера здания, а также его предметное наполнение и декоративное оформление;
- Ландшафтный архитектор, разрабатывающий пространственные решения, проекты озеленения и благоустройства территорий, малые архитектурные формы: (декоративные вазоны фонтаны, скамейки, беседки, стелы, светильники)
- Историк и теоретик архитектуры, осуществляющий научную, а также преподавательскую деятельность в области архитектуры
- Архитектор-реставратор, возглавляющий группу специалистов по атрибуции, изучению памятника, различного рода экспертиз, практической реставрации, реконструкции или реновации памятники архитектуры
- Архитектор-эксперт, осуществляющий внешнюю экспертизу проектной документации.

Профессия архитектора является творческой и считается свободной; архитектор в своей деятельности стремится быть независимым и руководствоваться только своими внутренними представлениями о красоте и целесообразности. Однако ему приходится работать в условиях историко-культурной, материальной и технической обусловленности, объективно существующими требованиями пользы и прочности (выражаемыми в нормативных актах), а также предпочтениями заказчиков и инвесторов.

## История профессии архитектора
Профессия архитектора известна с глубокой древности в Китае, Месопотамии, Персии, Древнем Египте. Архитекторов приравнивали к жрецам. До нашего времени дошли лишь некоторые имена архитекторов древности. Первым из известных главных строителей является египетский Имхотеп, мудрец, архитектор, астролог периода Древнего царства, визирь первого фараона III династии (2630—2611 годы до н. э.)); руководивший постройкой Пирамиды Джосера в Саккара. Имхотепа почитали божеством Мемфиса, сыном бога Птаха, покровителем писцов и целителей. Исследованиями архитектора И. П. Шмелёва установлена роль наставника Имхотепа, жреца бога Гора Хеси-Ра («Отмеченный Солнцем»). Вероятно, именно он был верховным руководителем строителей всех дворцов, храмов и пирамид, осуществлявшим математические расчёты пропорций.
Главным строителем Первого Иерусалимского Храма назван Хирам (также Хиром) из Тира, сын вдовы из колена Нафтали. После разрушения вавилонянами Первого Храма был построен Второй Храм, основы которого заложил Зоровавель.
Известны имена древнегреческих архитекторов: Иктин и Калликрат, строители Парфенона в Афинском Акрополе, Фидий, скульптор и архитектор, автор статуй Зевса в Олимпии, Афины Промахос, Афины Парфенос и других.
Древнеримский архитектор и инженер, теоретик архитектуры Марк Витрувий Поллион (I в. до н. э.) предъявлял жёсткие требования к квалификации архитектора:

Наука архитектора основана на многих отраслях знания и на разнообразных сведениях, при помощи которых можно судить обо всём, выполняемом посредством других искусств. Эта наука образуется из практики и теории… Он [архитектор] должен быть человеком грамотным, умелым рисовальщиком, изучить геометрию, всесторонне знать историю, внимательно слушать философов, быть знакомым с музыкой, иметь понятие о медицине, знать решения юристов и обладать сведениями в астрономии и в небесных законах… Следовательно, если образование архитектора так обширно и столь богато и обильно многими и разнородными сведениями, то я не думаю, чтобы кто-нибудь мог внезапно объявить себя архитектором, кроме того, кто смолоду постепенно восходил от одной отрасли образования к другой и, впитав в себя знания многих наук и искусств, дошёл до самых высот архитектуры
О строителях готических соборов эпохи Средневековья известно относительно немного. Они, как правило, возглавляли странствующие артели каменщиков. Первый помощник архитектора назывался аппаратором (галльск. appareilleur — «перевязчик каменной кладки», от appareil — связка, аппарель). Латинский эквивалент: (лат. latomus — каменотёс), на франкском наречии: масон, или франкмасон (фр. franc-maçon — вольный каменщик (в старофранцузском masson, англ. freemason) — ученик, подмастерье, мастер.
Самые ранние свидетельства о существовании свободной строительной артели в средневековой Европе относятся к 643 году, её упоминают эдикты лангобардского короля Ротари. В эпоху готики возведение громадных церковных зданий длилось целые столетия, в течение которых рабочие и аппараторы, поселявшиеся близ построек (их инструменты хранились в особых бараках, англ. Lodge), постепенно вступали в тесное общение. Эти сообщества с течением времени приняли цеховую организацию: были выработаны правила касательно отношений между членами, приёма новых товарищей, разрешения возникавших между сочленами споров и прочее. Вместе с тем был установлен известный церемониал на разные случаи товарищеской жизни.
Аппаратор выполнял чертежи и модели, делал шаблоны для каменотёсов и резчиков. Атрибутами аппаратора были наугольник и кронциркуль. В дальнейшем изображения этих инструментов стали символами масонских лож. Архитектором в Средневековье именовали также заказчика, донатора сооружения, а главного строителя (в современном значении архитектора) называли «мастером каменотёсов» (лат. magister latomorum).
Сохранились клейма строительных артелей и поставщиков материалов. Архитектурные чертежи известны с IX в. С XI в. в Италии появлялись подписи «главных строителей» на возводимых ими зданиях. В XIV—XV веках стали делать макеты, которые предоставляли перед началом строительства заказчику. Архитектор становился проектировщиком. Обширную и подробную историю формирования профессии архитектора на Востоке и Западе Европы создал выдающийся историк и теоретик В. П. Зубов.
Известно имя архитектора и инженера, возводившего самые знаменитые мечети средневековой Османской империи в середине XVI века — это Мимар Синан.
О многих архитекторах эпохи итальянского Возрождения рассказал в своей знаменитой книге «Жизнеописания наиболее знаменитых живописцев, ваятелей и зодчих» историограф Джорджо Вазари. Одним из основателей тосканской, а затем и общеевропейской классической традиции, был выдающийся архитектор Филиппо Брунеллески, создатель купола Флорентийского собора.
В эпоху Высокого Возрождения в Италии профессия архитектора становилась весьма уважаемой, архитектор был принят при дворе правителей, появилась должность «первого строителя» или «придворного архитектора». Во Франции второй половины XVII века, при дворе Короля-Солнце Людовика XIV была учреждена должность «первого архитектора короля», а в 1671 году создана Королевская академия архитектуры (l’Académie d’architecture). Её возглавил выдающийся французский архитектор, теоретик и педагог Франсуа Блондель Старший.
Со временем происходило постепенное разделение профессии на проектировщика и строителя. Так, например, выдающийся архитектор эпохи Возрождения Леон Баттиста Альберти был проектировщиком, по его проектам строили другие. В XIX веке, в связи с усложнением технологии строительства и появления новых материалов, происходило постепенное разделение на профессии художника-архитектора (так именовались выпускники Императорской Академии художеств в Санкт-Петербурге) и военного или гражданского инженера-строителя (в частности, выпускники Института гражданских инженеров).
Первыми «архитектонами» в российских документах XV—XVI веков названы итальянцы: Пьетро Антонио Солари, Петрок Малый, Алевиз Новый.
Обязанности архитектора XIX — начала XX вв. Энциклопедический словарь Брокгауза и Ефрона характеризует так:

На архитекторе лежат следующие обязанности: во-первых, он составляет проекты по данным условиям и делает сметы, то есть изготовляет чертежи и рисунки будущих сооружений и определяет их стоимость; во-вторых, он руководит производством работ, то есть иными словами, практически осуществляет проект; и, наконец, в-третьих, он свидетельствует существующие здания и делает им оценку при продажах, залогах, страховках и т. п.

…Он должен превосходно теоретически и практически знать свою специальность; но и помимо этого он должен обладать ещё многими разносторонними познаниями…

Во-первых, он должен отлично знать строительную механику, дабы иметь возможность точно рассчитать прочность и устойчивость всех частей своего сооружения…

2) Он должен быть знаком с минералогией, геогнозией и геологией, дабы иметь верное представление о свойствах и качествах разных естественных материалов…

3) Он должен хорошо знать физику и химию, ибо ему на каждом шагу приходится встречаться с ними в вопросах прочности здания…

4) Ему нужно иметь ещё известные юридические познания, ибо он должен хорошо знать, что разрешается и что воспрещается в строительном деле законодательством его страны…

## Работа современного архитектора
Технология строительного производства постоянно усложняется. Профессия архитектора также видоизменяется. Компетенция современного архитектора определяется более чётко, чем раньше.
С одной стороны, круг обязанностей современного архитектора очерчен более узко. Современный архитектор разрабатывает архитектурный раздел проектной документации. При этом в его компетенцию не входят расчёты сложных инженерных конструкций, организация строительства и составление сметной документации для сложных объектов.
С другой стороны, чем сложнее объект, тем больше знаний нужно архитектору, чтобы контролировать весь процесс проектирования и осуществлять авторский надзор при возведении здания.
При этом одному специалисту-архитектору всё труднее одинаково хорошо разбираться во всех видах строительства и во всех типах объектов.
При проектировании простых объектов (например, коттеджей) архитектор вполне может справляться со всеми перечисленными обязанностями.
В современных условиях из профессии архитектора выделились отдельные отрасли, например, градостроительство.
Профессия архитектора продолжает разветвляться на более узкие специализации. В современных архитектурных бюро одни специалисты могут осуществлять разработку объёмно-планировочных решений, другие — отвечать, например, за визуализацию.
Развитие вычислительной техники в XX веке повлекло революцию в архитектурном проектировании. В настоящее время проектная документация разрабатывается главным образом с помощью систем автоматизированного проектирования (компьютера и специальных компьютерных программ). Компьютерное проектирование предоставляет средства двумерной (2D) и трёхмерной (3D) графики. Концепция виртуального здания даёт возможность получить представление как о наружном облике, так и о внутреннем пространстве будущего объекта прямо на дисплее или с помощью проектора.
Несомненная польза от внедрения новых технологий имеет и обратную сторону. Чтобы освоить такие сложные программные среды, необходимо время и дополнительные усилия. Иными словами, стало сложнее подготовить квалифицированного специалиста, который владел бы навыками компьютерной графики и при этом не был «оторван» от реального строительного производства.
Наглядность архитектурного проекта может быть обеспечена архитектурным макетом. Однако в настоящее время макетирование осуществляется не только (и не столько) силами архитекторов, сколько с привлечением организаций, специализирующихся на производстве, например, рекламной продукции.

## Направления деятельности архитекторов

### Архитектурное проектирование зданий и сооружений
Архитектурная деятельность — профессиональная деятельность архитекторов, имеющая целью создание архитектурного объекта и включающая в себя:
- творческий процесс создания архитектурного проекта,
- координацию разработки всех разделов проектной документации для строительства или для реконструкции,
- авторский надзор за строительством архитектурного объекта (ст. 2 ФЗ от 17.11.1995 № 169-ФЗ «Об архитектурной деятельности в Российской Федерации»).

Архитектурно-строительное проектирование осуществляется путём подготовки проектной документации применительно к объектам капитального строительства и их частям, строящимся, реконструируемым в границах принадлежащего застройщику земельного участка, а также в случаях проведения капитального ремонта объектов капитального строительства, если при его проведении затрагиваются конструктивные и другие характеристики надежности и безопасности таких объектов (ст. 48 ГСК РФ).

### Градостроительная деятельность
В середине XX века архитектурная профессия разделилась на две ветви: «объёмное проектирование» (которое ведает проектированием зданий — «объёмов»), и «градостроительство» (то есть проектирование городских районов или крупных многофункциональных комплексов).
Одним из основоположников современного градостроительства считается Ле Корбюзье. Ему принадлежит большое количество градостроительных проектов (1922—1945), в которых проведена идея «свободного городского плана», или «зелёного города» («Лучезарный город» — по Ле Корбюзье) — идея, получившая настоящее распространение лишь во второй половине XX века.

### Урбанистика
В конце XX века из градостроительства, на стыке социологии и общей теории систем, выделилась как самостоятельная дисциплина урбанистика, имеющая своим предметом город и принципы городского развития.

### Ландшафтная архитектура
Ландшафтный архитектор занимается разбивкой парков, садов, озеленением городских микрорайонов и придомовых участков.

### Дизайн интерьера
Дизайн интерьера — это профессиональная творческая деятельность архитекторов-дизайнеров по созданию функционального, эргономичного и эстетичного пространства внутри помещения архитектурно-художественными средствами.

## Квалификация архитектора

### Архитектурное образование в России
Высшее архитектурное образование с присвоением квалификации (степени) «бакалавр» и «магистр» в России предоставляется по направлениям Приказ Министерства образования и науки Российской Федерации от 12 сентября 2013 г. № 1061 «Об утверждении перечней специальностей и направлений подготовки высшего образования»:
| Специальность (направление)                                                                                               | Квалификация     |
| --- | ---------------- |
| 07.03.01 Архитектура 07.04.01 Архитектура                                                                                 | Бакалавр Магистр |
| 07.03.02 Реконструкция и реставрация архитектурного наследия 07.04.02 Реконструкция и реставрация архитектурного наследия | Бакалавр Магистр |
| 07.03.03 Дизайн архитектурной среды 07.04.03 Дизайн архитектурной среды                                                   | Бакалавр Магистр |
| 07.03.04 Градостроительство 07.04.04 Градостроительство                                                                   | Бакалавр Магистр |

Федеральные государственные образовательные стандарты предусматривают для освоения основной образовательной программы как бакалавриата, так и магистратуры по архитектурным направлениям две формы обучения — очную и очно-заочную (вечернюю).
Среднее архитектурное образование в России до 2014 года подтверждалось присвоением лицу квалификации «техник» и «старший техник» по специальности «Архитектура». Согласно приказу от 29.10.2013 г. № 1199 «Об утверждении перечней профессий и специальностей среднего профессионального образования», выпускнику ССУЗа присваивается квалификация «Архитектор».

### Квалификация архитектора в России
Общероссийским классификатором занятий (ОКЗ) ОК 010—2014 (МСКЗ-08) предусмотрено следующее кодирование занятий, относящейся к архитектурной деятельности:
2 — принадлежность к основной группе «Специалисты высшего уровня квалификации»;
21 — принадлежность к подгруппе «Специалисты в области науки и техники»;
216 — принадлежность к малой группе «Архитекторы, проектировщики, топографы и дизайнеры»;
2161 — принадлежность к начальной группе «Архитекторы зданий и сооружений»;
2162 — принадлежность к начальной группе «Ландшафтные архитекторы»;
2164 — принадлежность к начальной группе «Проектировщики-градостроители и проектировщики транспортных узлов».
Общероссийский классификатор занятий (ОКЗ) ОК 010—2014 (МСКЗ-08) не упоминает главных архитекторов проектов, однако в качестве примера занятий, отнесенных к начальной группе 1323 «Руководители подразделений (управляющие) в строительстве» называет занятие «Руководитель проекта в строительстве».
Общероссийский классификатор профессий рабочих, должностей служащих и тарифных разрядов предусматривает должности: «Архитектор» (код 20196), «Главный архитектор» (код 20638) и «Главный архитектор проекта» (код 20641).
Квалификационные характеристики должностей руководителей и специалистов архитектуры и градостроительной деятельности утверждены Приказом Минздравсоцразвития России от 23.04.2008 № 188:
| Главный архитектор проекта | Высшее профессиональное образование по специальности «Архитектура» или высшее профессиональное образование и профессиональная переподготовка по направлению «Архитектура»; стаж работы по направлению профессиональной деятельности не менее 8 лет; повышение квалификации не реже одного раза в 5 лет и наличие квалификационного аттестата на соответствие занимаемой должности |
| Архитектор I категории     | высшее профессиональное образование по специальности «Архитектура», «Дизайн архитектурной среды», «Реставрация и реконструкция архитектурного наследия» или высшее профессиональное образование и профессиональная переподготовка по направлению «Архитектура»; стаж работы в должности архитектора II категории не менее 2 лет; повышение квалификации не реже одного раза в 5 лет и наличие квалификационного аттестата на соответствие занимаемой должности |
| Архитектор II категории    | высшее профессиональное образование по специальности «Архитектура», «Дизайн архитектурной среды», «Реставрация и реконструкция архитектурного наследия» или высшее профессиональное образование и профессиональная переподготовка по направлению «Архитектура»; стаж работы в должности архитектора не менее 2 лет; повышение квалификации не реже одного раза в 5 лет и наличие квалификационного аттестата на соответствие занимаемой должности |
| Архитектор                 | высшее профессиональное образование по специальности «Архитектура», «Дизайн архитектурной среды», «Реставрация и реконструкция архитектурного наследия» или высшее профессиональное образование и профессиональная переподготовка по направлению «Архитектура» без предъявления требований к стажу работы; повышение квалификации не реже одного раза в 5 лет и наличие квалификационного аттестата на соответствие занимаемой должности либо среднее профессиональное образование по специальности «Архитектура»; стаж работы по специальности не менее 2 лет; повышение квалификации не реже одного раза в 5 лет и наличие квалификационного аттестата на соответствие занимаемой должности |

### Специальные требования к главному архитектору проекта в России
В соответствии со ст. 55.5-1 ГСК РФ главный архитектор проекта является специалистом по организации выполнения работ по подготовке проектной документации. Сведения о специалистах по организации архитектурно-строительного проектирования включаются в национальный реестр специалистов в области инженерных изысканий и архитектурно-строительного проектирования при условии их соответствия следующим минимальным требованиям:
1) наличие высшего образования по профессии, специальности или направлению подготовки в области строительства;
2) наличие стажа работы в профильных организациях не менее чем три года;
3) наличие общего трудового стажа по профессии, специальности или направлению подготовки в области строительства не менее чем десять лет;
4) повышение квалификации специалиста по направлению подготовки в области строительства не реже одного раза в пять лет;
5) наличие разрешения на работу (для иностранных граждан).
Порядок ведения соответствующего реестра утверждён Приказом Минстроя России от 06.04.2017 № 688/пр.
Приказ Минстроя России от 06.11.2020 N 672/пр устанавливает Перечень направлений подготовки, специальностей в области строительства, получение высшего образования по которым необходимо для специалистов по организации инженерных изысканий, специалистов по организации архитектурно-строительного проектирования, специалистов по организации строительства.

### Лицензирование архитектурной деятельности в России (1995—2003 гг.)
Глава II ФЗ от 17.11.1995 № 169-ФЗ «Об архитектурной деятельности в Российской Федерации» изначально предусматривала лицензирование архитектурной деятельности.
В соответствии со ст. 7 названного Закона правом на получение лицензии обладал гражданин РФ, имевший высшее архитектурное образование, стаж работы по специальности не менее двух лет, обладавший знанием требований, предъявлявшихся к проектированию и строительству в РФ.
В исключительных случаях лицензия могла быть выдана лицу, не имевшему высшего архитектурного образования, при наличии стажа работы в области архитектурной деятельности не менее десяти лет.
Однако указанная глава утратила силу в соответствии с ФЗ от 10.01.2003 № 15-ФЗ.

### Саморегулирование проектной деятельности в России (с 2010)
С 01.01.2010 индивидуальный предприниматель (ИП) или юридическое лицо (ЮЛ) вправе выполнять работы, которые оказывают влияние на безопасность объектов капитального строительства, при наличии выданного саморегулируемой организацией (СРО) свидетельства о допуске к таким работам (в соотв. с ч. 1 ст. 55.8 ГСК РФ).
Работы по подготовке архитектурных решений входят в Перечень видов работ, которые оказывают влияние на безопасность объектов капитального строительства, утверждённый Приказом Минрегиона от 30.12.2009 г. № 624.
Таким образом, лицензирование архитектурной деятельности было заменено процессом получения допуска от СРОП. Допуск к проектным работам выдаётся без ограничения срока и территории его действия (ч. 9 ст. 55.8 ГСК РФ).
Федеральным законом от 03.07.2016 № 372-ФЗ в ст. 52 ГСК РФ введена ч. 2.1, в соответствии с которой индивидуальный предприниматель или юридическое лицо, не являющиеся членами СРО, могут выполнять работы по договорам строительного подряда (в том числе на выполнение проектных работ) в случае, если размер обязательств по каждому из таких договоров не превышает трёх миллионов рублей.

## Правовое положение архитектора вРФ
Правовое положение архитектора характеризуется наличием у него специфических прав и обязанностей, а также установленной законом ответственности за их неисполнение или ненадлежащее исполнение.

### Архитектор как подрядчик
Подрядные отношения устанавливаются между заказчиком и архитектором по поводу разработки архитектурного раздела проектной документации, контроля за разработкой иных разделов проектной документации на строительство, а также авторского надзора (в части, не урегулированной авторским правом).
По договору подряда на выполнение проектных работ подрядчик (проектировщик) обязуется по заданию заказчика разработать техническую документацию, а заказчик обязуется принять и оплатить их результат (ст. 758 ГК РФ).
Так как договор подряда на выполнение проектных работ является простой разновидностью договора подряда, к нему субсидиарно применяются нормы из числа включенных в § 1 гл. 37 ГК РФ «Общие положения о подряде».

### Архитектор как управляющий
Архитектор осуществляет управление проектированием и строительством посредством архитектурного проекта. В этом особенность присущего архитектору метода управления.
В контексте менеджмента различают понятие «проект» (англ. project) в значении «некоторая задача с определёнными исходными данными и требуемыми результатами (целями), обусловливающими способ её решения» и специфическое для строительной отрасли понятие «проект» (англ. design) в значении «проектная документация».
В специальной литературе выделяют следующие основные функции управления архитектурным проектом:
- управление целевыми функциями проекта (социальными, функциональными, техническими, эстетическими свойствами, экономической эффективностью, экологией);
- управление качеством проекта;
- управление изменениями проекта;
- управление временем разработки проекта;
- управление проектными рисками.

Права, обязанности и ответственность главного архитектора проекта устанавливают СНиП 1.06.04-85 «Положение о главном инженере (главном архитекторе) проекта», утверждённые постановлением Госстроя СССР от 28.06.1985 № 103, введённые в действие 15.07.1985 и действующие в настоящее время.

### Архитектор как автор
В силу прямого указания ст. 1259 ГК РФ произведения архитектуры, градостроительства и садово-паркового искусства (в том числе в виде проектов, чертежей, изображений и макетов) являются объектами авторских прав.

Ст. 2 ФЗ от 17.11.1995 № 169-ФЗ «Об архитектурной деятельности в Российской Федерации» содержит следующие дефиниции:

архитектурный проект — архитектурная часть документации для строительства и градостроительной документации, содержащая архитектурные решения… в объёме, необходимом для разработки документации для строительства объектов, в проектировании которых необходимо участие архитектора;

архитектурный объект — здание, сооружение, комплекс зданий и сооружений, их интерьер, объекты благоустройства, ландшафтного или садово-паркового искусства, созданные на основе архитектурного проекта.
Согласно ст.1257 ГК РФ, автором произведения архитектуры признаётся гражданин, творческим трудом которого оно создано. Лицо, указанное в качестве автора архитектурного раздела проектной документации, считается автором произведения архитектуры, если не доказано иное.
Основанием возникновения авторских прав является создание произведения архитектуры, градостроительства и садово-паркового искусства (в том числе в виде проектов, чертежей, изображений и макетов).
Согласно ст.1255 ГК РФ архитектору как автору произведения принадлежат следующие права:
1. исключительное право на произведение;
2. право авторства;
3. право автора на имя;
4. право на неприкосновенность произведения;
5. право на обнародование произведения.

Кроме того, ст.1294 ГК РФ называет специфические права автора произведения архитектуры, градостроительства или садово-паркового искусства.
Архитектору принадлежит право на использование произведения (п.п.2 и 3 ст. 1270 ГК РФ), в том числе путём разработки документации для строительства и путём реализации архитектурного, градостроительного или садово-паркового проекта.
Реализация проекта допускается только однократно, если иное не установлено договором. Проект и выполненная на его основе документация для строительства могут быть использованы повторно только с согласия архитектора.
Архитектор имеет право на осуществление авторского контроля за разработкой документации для строительства и право авторского надзора за строительством здания или сооружения либо иной реализацией соответствующего проекта.
Архитектор вправе требовать от заказчика предоставления права на участие в реализации своего проекта, если договором не предусмотрено иное.
Архитектору также принадлежит право доступа (п.2 ст.1292 ГК РФ): автор произведения архитектуры вправе требовать от собственника оригинала произведения предоставления возможности осуществлять фото- и видеосъемку произведения, если договором не предусмотрено иное.

### Архитектор как муниципальный служащий
В Российской Федерации существует специфическая форма профессиональной деятельности архитекторов, когда они являются муниципальными служащими в подразделениях (департаментах, управлениях, отделах) архитектуры и градостроительства администраций муниципальных образований. Начальники таких подразделений называются главными архитекторами (городов или районов).
В компетенцию архитекторов-чиновников входят следующие вопросы:
- согласование вопросов по размещению и отводу земельных участков для строительства объектов индивидуального, общественного назначения;
- обеспечение рассмотрения и выдачи градостроительного обоснования по выбору земельных участков, согласования градостроительной документации;
- проведение на территории соответствующего района единой политики в области архитектуры, планирования и развития территорий;
- информирование населения о состоянии среды жизнедеятельности и намерения о её изменении (строительстве, благоустройстве, прокладке инженерных коммуникаций) через средства массовой информации;
- предотвращение самовольного строительства, сноса зданий и сооружений, вырубки зеленых насаждений общего пользования в городе и других поселений;
- организация и контроль за ведением информационных систем обеспечения градостроительной деятельности.

## Архитектурные награды и премии
Одной из высших международных наград в области архитектуры является Притцкеровская премия, присуждаемая ежегодно за наиболее выдающиеся достижения в области архитектуры. Притцкеровская премия считается аналогом Нобелевской премии в архитектуре. Лауреатами премии Притцкера стали такие выдающиеся архитекторы, как японец Кэндзо Тангэ, создававший фантастические проекты городов в стиле метаболизма, американец Бэй Юймин, построивший известную Стеклянную пирамиду в Лувре, датчанин Йорн Утзон, создавший знаменитый проект Оперного театра в Сиднее, англичанин Норман Фостер, автор небоскреба в виде стеклянного яйца в Лондоне, и многие другие.
- Лауреаты Прицкеровской премии и их работы
- Филип Джонсон, первый лауреат, 1979 г.
- Фрэнк Гери, 1989 г.
- Норман Фостер, 1999 г.
- Тоёо Ито, 2013 г.
- Сони-билдинг
- Танцующий дом
- Небоскрёб Мэри-Экс
- Отель Порта-Фира, Барселона[англ.]

## Профессиональные праздники
По решению Двадцатой Генеральной ассамблеи Международного союза архитекторов (МСА), проходившей в Барселоне в 1996 году, Всемирный день архитектуры назначен на первый понедельник октября — на день, в который под патронажем Организации Объединённых Наций отмечается Всемирный день жилища (Всемирный день Хабитат).

## Образ архитектора в произведениях культуры
В литературе
- «Источник» (англ. The Fountainhead) Айн Рэнд

В кинематографе
Профессия архитектора отображена в художественных фильмах:
- Источник (1949) (по одноимённому роману)
- Взрослые дети (1961)
- Любить человека (1972)
- Верой и правдой (1979)
- Атланты и кариатиды (1980)
- Живот архитектора (1987)
- Питер FM (2006)
- Дом у озера (2006)
- 500 дней лета (2009)
- Римские приключения (2012)
- Как я встретил вашу маму (2005—2014)